# بوب شتاين
بوب شتاين (بالإنجليزية: Bob Stein) هو لاعب كرة قدم أمريكية أمريكي، ولد في 22 يناير 1948 في منيابولس في الولايات المتحدة.

## وصلات خارجية
- بوب شتاين على موقع مرجع كرة القدم المحترفة.كوم (الإنجليزية)